# 5-(Karboksiamino)imidazolna ribonukleotid mutaza
5-(Karboksiamino)imidazolna ribonukleotid mutaza (EC 5.4.99.18, N5-CAIR mutaza, PurE, N5-karboksiaminoimidazol ribonukleotidna mutaza, klasa I PurE) je enzim sa sistematskim imenom 5-karboksiamino-1-(5-fosfo--ribozil)imidazol karboksimutaza. Ovaj enzim katalizuje sledeću hemijsku reakciju
5-karboksiamino-1-(5-fosfo--ribozil)imidazol {\displaystyle \rightleftharpoons } 5-amino-1-(5-fosfo--ribozil)imidazol-4-karboksilat
Kod eubakterija, gljiva i biljiki, ovaj enzim, zajedno sa EC 6.3.4.18, 5-(karboksiamino)imidazol ribonukleotidnom sintazom, je nephodan za izvođenje reakcije koju katalizuje enzim EC 4.1.1.21, fosforibozilaminoimidazolna karboksilaza, kod kičmenjaka.

## Literatura
- Nicholas C. Price; Lewis Stevens (1999). Fundamentals of Enzymology: The Cell and Molecular Biology of Catalytic Proteins (Third изд.). USA: Oxford University Press. ISBN 019850229X.
- Eric J. Toone (2006). Advances in Enzymology and Related Areas of Molecular Biology, Protein Evolution (Volume 75 изд.). Wiley-Interscience. ISBN 0471205036.
- Branden C; Tooze J. Introduction to Protein Structure. New York, NY: Garland Publishing. ISBN 0-8153-2305-0.
- Irwin H. Segel. Enzyme Kinetics: Behavior and Analysis of Rapid Equilibrium and Steady-State Enzyme Systems (Book 44 изд.). Wiley Classics Library. ISBN 0471303097.

## Spoljašnje veze
- 5-(carboxyamino)imidazole+ribonucleotide+mutase на 